# 浄土寺 (岐阜市)
浄土寺（じょうどじ）は岐阜県岐阜市福富にある阿弥陀如来を本尊とする西山浄土宗の寺院。山号は大澤山（だいたくさん）である。
弘安3年（1280年）に東福寺の僧、大空澤山（だいくうたくさん）により阿弥陀如来を祀る如来堂が設けられたことをその濫觴とする。正応年間に天空和尚が中興する。長享2年（1488年）12月10日に火災により伽藍が焼失したが、本尊は守られた。延徳元年（1489年）には再興を遂げ、寛永13年（1636年）吟庵により中興される。
本尊の阿弥陀如来立像は鎌倉時代末の檜材による寄木造の彫像であり、比叡山延暦寺東堂西谷浄土院よりもたらされた平安時代制作とみられる檜材寄木造の聖観世音菩薩立像と共に岐阜県の重要文化財に指定されている。聖観世音菩薩立像は岐阜県博物館に複製が常設展示されている。
所在地名の福富は、本尊がもたらされた東福寺の「福」と、開祖大空澤山の出身地の伊勢富之郷の「富」により命名されたと伝わっている。